# Epischnopsis
Epischnopsis é um gênero de mariposa pertencente à família Crambidae.